# كلاوديو كورتي (متسابق دراجات نارية)
كلاوديو كورتي (بالإيطالية: Claudio Corti)‏ مواليد 25 يونيو 1987، هو متسابق دراجات نارية إيطالي. نافس في بطولة العالم للسوبربايك وبطولة العالم للموتو جي بي.

## روابط خارجية
- كلاوديو كورتي على موقع MotoGP.com (الإنجليزية)
- كلاوديو كورتي على موقع WorldSBK.com (الإنجليزية)
- كلاوديو كورتي على موقع CONI honoured athlete website (الإيطالية)